# Incidente del Cessna 208 di Moremi Air del 2011
Il 14 ottobre 2011, un Cessna 208 Caravan operato dalla Moremi Air su un volo nazionale dal campo di Xakanaka a Maun, in Botswana, precipitò e prese fuoco poco dopo il decollo, provocando la morte di 8 delle 12 persone a bordo.
L'indagine successiva concluse che il Cessna aveva subito un guasto al motore al momento del decollo, aggravato da rischi ambientali a Xakanaka, che aveva portato l'aereo a colpire gli alberi e a schiantarsi al suolo.

## L'aereo
Il velivolo coinvolto era un Cessna 208B Grand Caravan, un turboelica monomotore in grado di trasportare tredici passeggeri. Era dotato di un motore turboelica Pratt & Whitney Canada PT6A-114A . Aveva la registrazione del Botswana A2-AKD ed era stato costruito nel 1996.

## Passeggeri ed equipaggio
Il Grand Caravan richiedeva un solo pilota e trasportava undici passeggeri. Erano principalmente turisti francesi e svizzeri diretti a un safari, ma includevano anche due funzionari del Botswana del dipartimento dei trasporti stradali del paese, entrambi sopravvissuti. Alcuni dei passeggeri svizzeri erano stati inizialmente identificati erroneamente come svedesi. Il pilota era il direttore generale di Moremi Air ed è stato descritto come il "pilota più esperto" della compagnia con oltre 12 000 ore di volo.
| Nazionalità | Passeggeri | Equipaggio | Vittime |
| ----------- | ---------- | ---------- | ------- |
| Francia     | 4          | 0          | 2       |
| Regno Unito | 1          | 1          | 2       |
| Svizzera    | 4          | 0          | 4       |
| Botswana    | 2          | 0          | 0       |
| Totale      | 11         | 1          | 8       |

## L'incidente
L'aereo era partito dall'aeroporto di Maun la mattina del 14 ottobre 2011 per una serie di voli nel delta dell'Okavango.
Dopo il rifornimento, alle 11:50 già undici passeggeri erano saliti a bordo dell'aereo. Il volo successivo avrebbe portato il Cessna al campo di Pom Pom, ma si decise di fermarsi prima a Xakanaxa per far scendere due passeggeri. Nessun piano di volo era stato depositato per il dirottamento e la compagnia aerea non era stata informata.
A Xakanaxa, il pilota venne informato che doveva prendere altri due passeggeri diretti a Maun. Dopo qualche esitazione, accettò di imbarcare i passeggeri, partendo sempre da Xakanaxa con undici passeggeri, nonostante le procedure aziendali limitassero a dieci il numero massimo di passeggeri per le operazioni da quell'aeroporto.
Il Grand Caravan partì dalla pista di Xakanaka alle 13:55. Quasi subito dopo il decollo, il motore perse potenza e l'aereo si scontrò con degli alberi a circa 600 metri dall'aeroporto, con un fuoco intenso che inghiottì rapidamente il velivolo, bruciando i corpi di sei passeggeri e del pilota. All'arrivo dei soccorsi il velivolo era ancora in fiamme. Durante l'operazione fu trovato un passeggero ancora in vita e trasportato d'urgenza in un ospedale, ma morì poco dopo. L'identificazione delle vittime fu possibile solo attraverso il test del DNA.

## Le indagini
L'indagine sull'incidente è stata condotta dalla Direzione delle indagini sugli incidenti (DAI) del Ministero dei trasporti e delle comunicazioni del Botswana. I risultati sono stati pubblicati nel giugno 2013. La causa principale dell'incidente è risultata essere "un guasto al motore derivante dal guasto delle pale della turbina del compressore". È stato riscontrato che le pale della turbina erano affette da "corrosione da solforazione", tuttavia non è stato possibile stabilire se questa fosse la causa principale del guasto, lasciando aperta la possibilità che il guasto fosse dovuto ad altri difetti tecnici.
Il rapporto è stato anche molto critico nei confronti dello stile di gestione e delle pratiche di formazione degli equipaggi di Moremi Air, concludendo che la cultura della sicurezza dell'azienda "si era erosa al punto da compromettere la sicurezza". Altri fattori che hanno contribuito al disastro sono stati la presenza di alberi alti in prossimità della pista di Xakanaxa, la decisione di imbarcare più passeggeri rispetto al massimo consentito per le operazioni in quell'aeroporto, la scarsa supervisione degli operatori e degli aeroporti da parte dell'Autorità per l'aviazione civile del Botswana (CAAB) e l'incapacità del produttore di motori di diffondere tra gli operatori "informazioni critiche sulla manutenzione".
Il DAI ha formulato diverse raccomandazioni sulla sicurezza al CAAB chiedendo una supervisione più rigorosa delle compagnie aeree e degli operatori degli aeroporti.